# Medal Waleczności (Węgry)
Medal Węgierski Waleczności (węg. Magyar Vitézségi Érem) – wojskowe odznaczenie z okresu regencji Królestwa Węgier, nadawane w latach 1939–1946, jako kontynuacja austro-węgierskiego odznaczenia o tej samej nazwie. 
Przyznawany był podoficerom i szeregowym za odwagę na polu walki. Ustanowiony był początkowo w czterech stopniach, a 12 września 1942 dodano jeden stopień jako najwyższy i przeznaczony dla oficerów. 
Noszony był po lewej stronie piersi na złożonej w trójkąt wstążce o szerokości 40 mm. Wstążka była czerwona z wąskimi biało-zielonymi krawędziami. Kolejne nadania oznaczano za pomocą poziomej listwy w kolorze medalu – okucia mocowanego bezpośrednio do wstążki.
| Złoty dla Oficerów tiszti arany | Złoty arany | Wielki Srebrny nagyezüst | Mały Srebrny kisezüst | Brązowy bronz |
| ------------------------------- | ----------- | ------------------------ | --------------------- | ------------- |
|                                 |             |                          |                       |               |